# 聖尼克勞斯

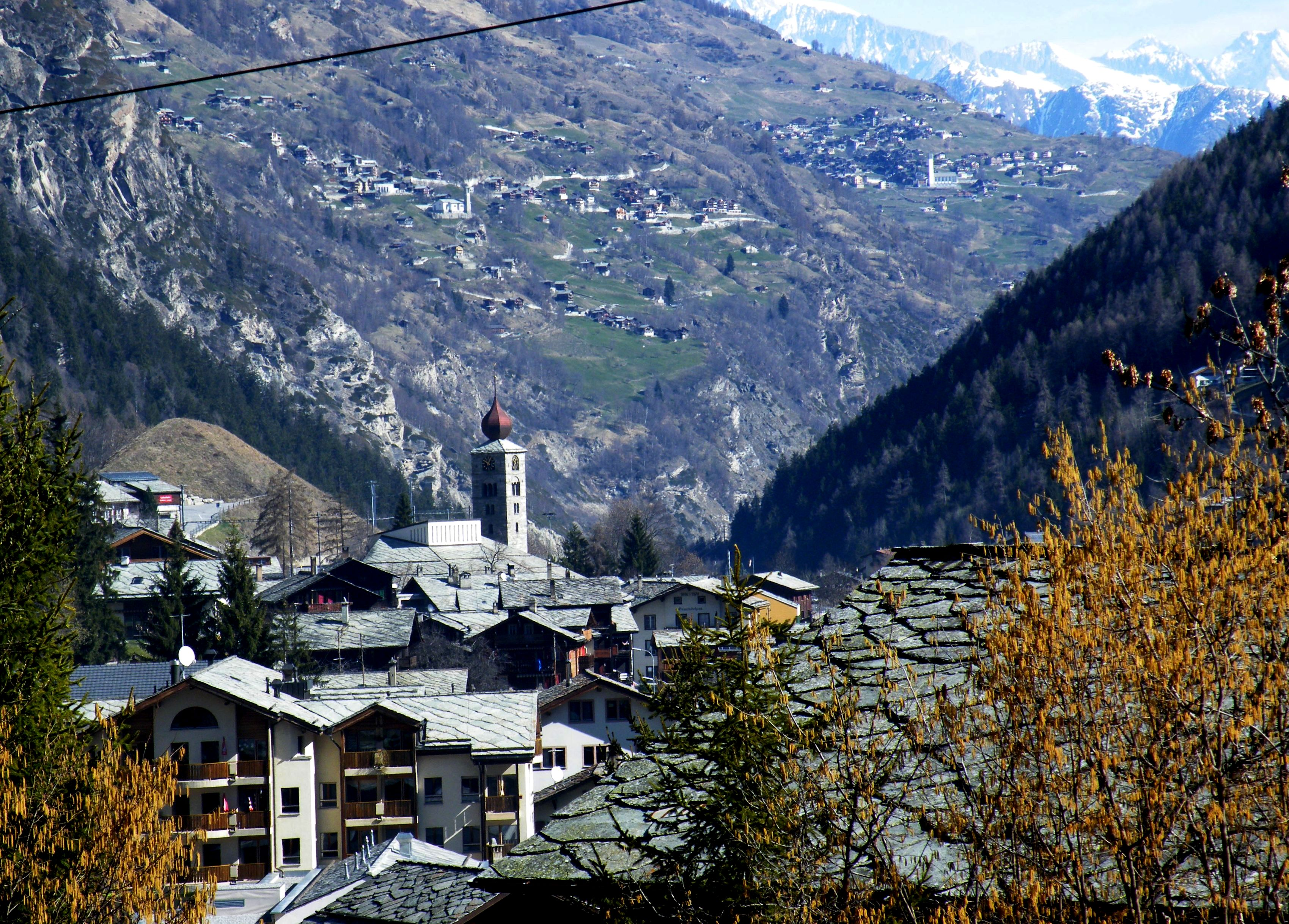

聖尼克勞斯是瑞士的城鎮，位於該國南部，由瓦萊州負責管轄，面積89.23平方公里，海拔高度1,120米，2011年人口2,351，九成半人口信奉羅馬天主教，人口密度每平方公里26人。

## 外部連結
- Official website （页面存档备份，存于） （德文）
- Museum website （页面存档备份，存于）